# Toxobotys praestans
Toxobotys praestans là một loài bướm đêm trong họ Crambidae.